# Cycloxanthops
Cycloxanthops is een geslacht van kreeftachtigen uit de klasse van de Malacostraca (hogere kreeftachtigen).

## Soorten
- Cycloxanthops bocki Garth, 1957
- Cycloxanthops novemdentatus (Lockington, 1877)
- Cycloxanthops occidentalis (A. Milne-Edwards, 1868)
- Cycloxanthops sexdecimdentatus (H. Milne Edwards & Lucas, 1843)
- Cycloxanthops truncatus (De Haan, 1837)
- Cycloxanthops vittatus (Stimpson, 1860)